# Aszófői-séd
Az Aszófői-séd a Penke-tető alatt ered, Balatonszőlős közigazgatási területén. A Csengő-hegy alatt éri el azt a névtelen patakot, amely a sédet is táplálja. A Rigótanya mellett elhagyja a Balaton-felvidéki Nemzeti Parkot, majd Aszófő lakott területére ér. Miután keresztezi a Székesfehérvár–Tapolca-vasútvonalat, ismét a nemzeti park területére ér, majd a Diós-rétek síkságán halad tovább. Majd miután keresztezi a 71-es főutat, beleömlik a Balatonba, azonbelül is az Aszófői-öbölbe.

## Települések
- Balatonszőlős
- Pécsely
- Aszófő
- Balatonfüred